# Scott Moninger
Scott Moninger (Atlanta, 20 d'octubre de 1966) va ser un ciclista estatunidenc que fou professional de 1991 al 2007. El 2002 va ser sancionat amb un any per un positiu en norandrosterona.

## Palmarès
- 1989
  - 1r al Redlands Bicycle Classic i vencedor d'una etapa
- 1993
  - Vencedor d'una etapa al Cascade Cycling Classic
  - Vencedor d'una etapa al Herald Sun Tour
- 1994
  - 1r al Tour de Toona
- 1995
  - 1r al Redlands Bicycle Classic i vencedor d'una etapa
  - Vencedor d'una etapa al Cascade Cycling Classic
- 1996
  - 1r al Herald Sun Tour i vencedor d'una etapa
- 1998
  - 1r al Mount Evans Hill Climb
  - Vencedor de 2 etapes al Herald Sun Tour
  - Vencedor d'una etapa al Cascade Cycling Classic
  - Vencedor d'una etapa al Tour de Toona
- 1999
  - 1r al Cascade Cycling Classic i vencedor de 3 etapes
- 2000
  - 1r al Cascade Cycling Classic i vencedor de 2 etapes
  - 1r al Mount Evans Hill Climb
  - Vencedor d'una etapa al Valley of the Sun Stage Race
  - Vencedor d'una etapa al Tour de Beauce
  - Vencedor d'una etapa al Tour de Toona
- 2001
  - 1r al Cascade Cycling Classic i vencedor de 2 etapes
  - 1r al Tour de Gila i vencedor de 3 etapes
  - 1r al Mount Evans Hill Climb
  - Vencedor d'una etapa al Tour de Beauce
- 2002
  - 1r al Mount Evans Hill Climb
  - 1r a la Volta de Bisbee i vencedor de 3 etapes
- 2003
  - Vencedor d'una etapa al Herald Sun Tour
- 2004
  - 1r al Tour de Gila i vencedor de 3 etapes
  - Vencedor d'una etapa al Tour de Toona
- 2005
  - 1r a l'USA Cycling National Road Calendar
  - 1r al Cascade Cycling Classic i vencedor d'una etapa
  - 1r al Mount Evans Hill Climb
  - 1r al San Dimas Stage Race i vencedor d'una etapa
  - 1r al Joe Martin Stage Race
  - 1r al Tour de Toona i vencedor d'una etapa
- 2006
  - 1r al Mount Evans Hill Climb
  - 1r al Tour de Utah i vencedor d'una etapa
  - Vencedor d'una etapa al Tour de Gila
  - Vencedor d'una etapa al Joe Martin Stage Race
  - Vencedor d'una etapa al Mount Hood Cycling Classic
- 2007
  - 1r al San Dimas Stage Race i vencedor d'una etapa
  - Vencedor d'una etapa al Redlands Bicycle Classic
  - Vencedor d'una etapa al Tour de Gila